# Nad ZOO (Plzeň)
Nad ZOO je ulice na Severním Předměstí v plzeňském městském obvodě Plzeň 1. Spojuje Vrboveckou ulici s ulicí Na Chmelnicích. Pojmenována je podle svého umístění nad Zoologickou a botanickou zahradou města Plzně. Hlavní atrakcí ulice je DinoPark, první svého druhu v České republice. Veřejná doprava ulici obsluhuje ze zastávky Vinice ve Vrbovské ulici.